# Charles Wellesley, IX duca di Wellington
Arthur Charles Valerian Wellesley, IX duca di Wellington, OBE DL (Windsor, 19 agosto 1945), è un nobile inglese.
Oltre ai suoi titoli britannici, Wellington detiene anche quelli ereditari di IX principe di Waterloo (Prins van Waterloo) nel Regno dei Paesi Bassi e IV duca della Vittoria (Duque da Vitória) nel Regno del Portogallo coi titoli sussidiari di marchese di Torres Vedras (Marquês de Torres Vedras) e conte di Vimeiro (Conde de Vimeiro). Questi titoli vennero garantiti ad Arthur Wellesley, I duca di Wellington come titoli della vittoria per servizi di comando come generale durante la Guerra peninsulare (in Spagna e Portogallo) e per la battaglia di Waterloo (oggi in Belgio).
Il IX Duca di Wellington è inoltre anche X duca di Ciudad Rodrigo (Duque de Ciudad Rodrigo) nel Regno di Spagna, titolo che dal 10 marzo 2010 gli è stato ceduto dal padre. Secondo la procedura spagnola, Wellington ha inviato una richiesta formalmente alle autorità spagnole per questo atto. Juan Carlos I di Spagna, attraverso un suo ministro, ha garantito la successione del titolo ai duchi di Wellington con decreto reale del 21 maggio 2010, riportato ufficialmente nel Boletín Oficial del Estado il 12 giugno 2010.

## Biografia

### Educazione

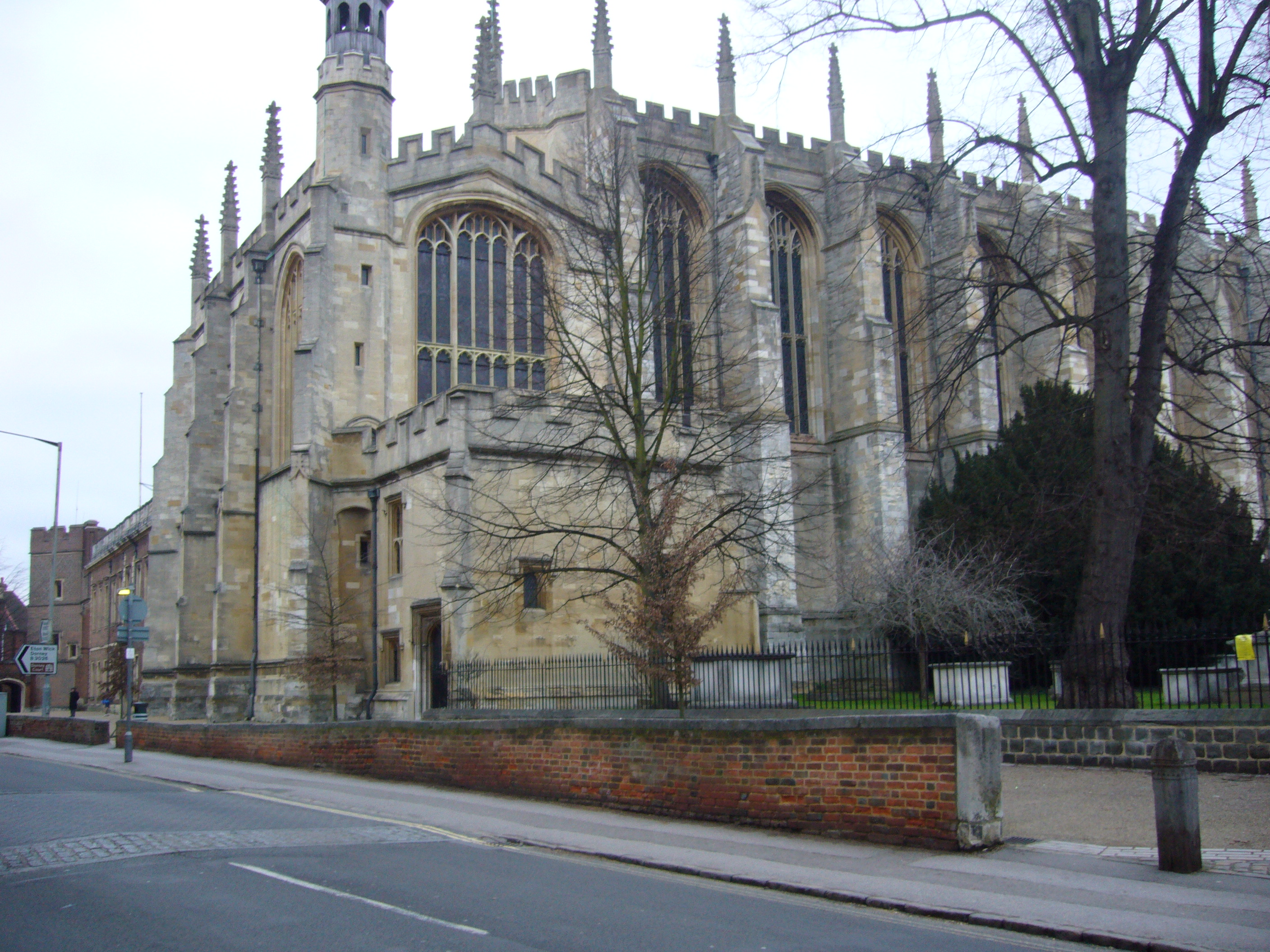
Il college di Eton.

Il duca ottenne alla nascita il titolo di Conte di Mornington e venne alla luce nel 1945 al Princess Christian Nursing Home di Windsor, nel Berkshire, venendo poi educato all'Eton College. Successivamente frequentò l'università al Christ Church, Oxford. Ha tre fratelli minori e una sorella.

### Attività politica
Wellington è sempre stato membro del partito conservatore e con esso si è candidato nelle elezioni del 1974 per la costituente di Islington North, classificandosi al secondo posto. Fu membro del Basingstoke Borough Council nel 1978–1979. Successivamente riuscì a essere eletto al Parlamento Europeo per il Surrey nelle file dei conservatori, rimanendo in carica dal 1979 al 1984, e nuovamente per il Surrey Occidentale dal 1984 al 1989.

### Attività caritatevoli
Wellington ha lavorato per un gran numero di organizzazioni no profit e caritatevoli. Fu patrono della British Art at the Tate Gallery (1987–1990), membro del Royal College of Art (1992–97), consigliere del British-Spanish Tertulias (1993–98) e Trustee del Phoenix Trust (1996–2001). Nel 1999 ha ricevuto la medaglia dell'Ordine dell'Impero britannico per i suoi servizi nelle relazioni anglo-spagnole. In quello stesso anno venne anche nominato vice Lord Luogotenente per l'Hampshire. Nel 2003 divenne per quattro anni commissario dell'English Heritage.
Il 1º ottobre 2007 divenne consigliere del King's College London, istituzione di cui il suo antenato più famoso Arthur Wellesley, I duca di Wellington fu uno dei principali fondatori.

### Carriera nel mondo degli affari
- Consigliere della Thames Valley Broadcasting Ltd dal 1975 al 1984.
- Direttore della Ferrocarril de Antofagasta a Bolivia Ltd tra il 1977 e il 1980.
- Consigliere della Basingstoke Borough Council dal 1978 al 1979.
- Direttore della Eucalyptus Pulp Mills Ltd dal 1979 al 1988.
- Direttore della Transatlantic Holdings plc dal 1983 al 1996.
- Direttore della Global Asset Management Worldwide Inc dal 1984 al 1999.
- Consigliere della Deltec Panamerica SA dal 1985 al 1989.
- Consigliere della Deltec Securities (UK) Ltd dal 1986 al 1989.
- Direttore della Continental and Industrial Trust plc dal 1987 al 1990.
- Consigliere della Guinness Mahon Holdings Ltd dal 1988 al 1991.
- Direttore del Sun Life Corp Ltd dal 1988 al 1996.
- Direttore della Rothmans International Ltd dal 1990 al 1993.
- Consigliere della Dunhill Holdings Ltd dal 1991 al 1993.
- Consigliere del Vendôme Luxury Group plc dal 1993 al 1999.
- Consigliere del Framlington Group Ltd dal 1994 al 1999.
- Consigliere del Sun Life & Provincial Holdings plc nel 1996.
- Direttore della Pernod Ricard, SA

Wellington inoltre è un membro indipendente dei direttori della Sanofi SA dal maggio 2002. Egli è inoltre membro della Company Nominating, Governance and Strategy Committees.

## Matrimonio e figli
Charles Wellesley ha sposato la principessa Antonia di Prussia il 3 febbraio 1977 nella chiesa di Saint Paul, Knightsbridge, Londra.
La coppia ha avuto cinque figli:
- Arthur Gerald Wellesley, marchese di Douro (n. 31 gennaio 1978); ha sposato (4 giugno 2005) la modella Jemma Kidd, discendente di Lord Beaverbrook. La coppia ha avuto due gemelli e un figlio:
  - Lady Mae Madeleine (n. 4 gennaio 2010).
  - Arthur Darcy, Earl of Mornington (n. 4 gennaio 2010).
  - Lord Alfred (n. 10 dicembre 2014).
- Lady Honor Victoria Wellesley (n. 25 ottobre 1979); ha sposato il 3 luglio 2004 Orlando Montagu, figlio minore di John Montagu, XI conte di Sandwich, dal quale ha avuto: 
  - Walter Montagu (n. 3 dicembre 2005); primo pronipote del duca e della duchessa.
  - Nancy Jemima Montagu (n. gennaio 2007).
- Lady Mary Louise Wellesley (n. 16 dicembre 1986).[3]
- Lady Charlotte Anne Wellesley (n. 8 ottobre 1990); ha studiato archeologia e antropologia all'Università di Oxford. Il 28 maggio 2016 ha sposato il miliardario di origine colombiana Alejandro Santo Domingo nella cattedrale di Íllora, vicino a Granada, Spagna.
- Lord Frederick Charles Wellesley (n. 30 settembre 1992); ha frequentato l'Eton College.

## Ascendenza
|                                           |                              |                                  | Genitori                         |  |  | Nonni |  |  | Bisnonni                                |  |  | Trisnonni         |  |
|                                           |                              |                                  |                                  |  |  |       |  |  | Arthur Wellesley, IV duca di Wellington |  |  | Charles Wellesley |  |
|                                           |                              |                                  |                                  |  |  |       |  |  | Arthur Wellesley, IV duca di Wellington |  |  | Charles Wellesley |  |
|                                           |                              | Augusta Pierrepont               |                                  |  |  |       |  |  | Arthur Wellesley, IV duca di Wellington |  |  |                   |  |
| Gerald Wellesley, VII duca di Wellington  |                              |                                  |                                  |  |  |       |  |  | Arthur Wellesley, IV duca di Wellington |  |  |                   |  |
|                                           |                              | Kathleen Williams                | Robert Williams                  |  |  |       |  |  |                                         |  |  |                   |  |
|                                           |                              | Kathleen Williams                | Robert Williams                  |  |  |       |  |  |                                         |  |  |                   |  |
|                                           |                              | Kathleen Williams                | Mary Anne Geale                  |  |  |       |  |  |                                         |  |  |                   |  |
| Arthur Wellesley, VIII duca di Wellington |                              | Kathleen Williams                |                                  |  |  |       |  |  |                                         |  |  |                   |  |
|                                           |                              | Robert Ashton                    | James Ashton                     |  |  |       |  |  |                                         |  |  |                   |  |
|                                           |                              | Robert Ashton                    | James Ashton                     |  |  |       |  |  |                                         |  |  |                   |  |
|                                           |                              | Robert Ashton                    | Frances Caroline Cheetham        |  |  |       |  |  |                                         |  |  |                   |  |
| Dorothy Ashton                            |                              | Robert Ashton                    |                                  |  |  |       |  |  |                                         |  |  |                   |  |
|                                           |                              | Lucy Gardner                     | Cecil Dunn Gardner               |  |  |       |  |  |                                         |  |  |                   |  |
|                                           |                              | Lucy Gardner                     | Cecil Dunn Gardner               |  |  |       |  |  |                                         |  |  |                   |  |
|                                           |                              | Lucy Gardner                     | Emma Keep                        |  |  |       |  |  |                                         |  |  |                   |  |
| Charles Wellesley, IX duca di Wellington  |                              | Lucy Gardner                     |                                  |  |  |       |  |  |                                         |  |  |                   |  |
|                                           | William Houldsworth McConnel | William McConnel                 |                                  |  |  |       |  |  |                                         |  |  |                   |  |
|                                           | William Houldsworth McConnel | William McConnel                 |                                  |  |  |       |  |  |                                         |  |  |                   |  |
|                                           | William Houldsworth McConnel | Margaret Bradshaw Wanklyn        |                                  |  |  |       |  |  |                                         |  |  |                   |  |
| Douglas Fitzgerald McConnel               | William Houldsworth McConnel |                                  |                                  |  |  |       |  |  |                                         |  |  |                   |  |
|                                           |                              | Florence Emma Georgina Bannister | …                                |  |  |       |  |  |                                         |  |  |                   |  |
|                                           |                              | Florence Emma Georgina Bannister | …                                |  |  |       |  |  |                                         |  |  |                   |  |
|                                           |                              | Florence Emma Georgina Bannister | …                                |  |  |       |  |  |                                         |  |  |                   |  |
| Diana Ruth McConnel                       |                              | Florence Emma Georgina Bannister |                                  |  |  |       |  |  |                                         |  |  |                   |  |
|                                           |                              | Walter Dutton Garnett-Botfield   | William Bishton Garnett-Botfield |  |  |       |  |  |                                         |  |  |                   |  |
|                                           |                              | Walter Dutton Garnett-Botfield   | William Bishton Garnett-Botfield |  |  |       |  |  |                                         |  |  |                   |  |
|                                           |                              | Walter Dutton Garnett-Botfield   | Sarah Dutton                     |  |  |       |  |  |                                         |  |  |                   |  |
| Ruth Mary Garnett-Botfield                |                              | Walter Dutton Garnett-Botfield   |                                  |  |  |       |  |  |                                         |  |  |                   |  |
|                                           |                              | Susan Katherine McConnel         | …                                |  |  |       |  |  |                                         |  |  |                   |  |
|                                           |                              | Susan Katherine McConnel         | …                                |  |  |       |  |  |                                         |  |  |                   |  |
|                                           |                              | Susan Katherine McConnel         | …                                |  |  |       |  |  |                                         |  |  |                   |  |
|                                           |                              | Susan Katherine McConnel         |                                  |  |  |       |  |  |                                         |  |  |                   |  |